# Ootannita
L'ootannita és un mineral de la classe dels sulfats.

## Característiques
L'ootannita és un wolframat de fórmula química Th⁴⁺₂W⁶⁺₄O₁₆·5H₂O. Va ser aprovada com a espècie vàlida per l'Associació Mineralògica Internacional en el mes d'octubre de l'any 2023, i encara resta pendent de publicació. Cristal·litza en el sistema monoclínic.
L'exemplar que va servir per a determinar l'espècie, el que es coneix com a material tipus, es troba conservat a les col·leccions mineralògiques del Museu d'Austràlia Meridional, a Adelaida, Austràlia, amb el número de registre: G35355.

## Formació i jaciments
Va ser descoberta a les escombreres de les mines de Bamford Hill, situades a la localitat de Bamford, dins el comtat de Mareeba (Queensland, Austràlia), unes mines que es van començar a explotar per extreure'n wolframita al voltant de 1893, centrant-se la major part d'activitat durant la Primera Guerra Mundial.